# Chaumont-le-Bourg
Chaumont-le-Bourg é uma comuna francesa na região administrativa de Auvérnia-Ródano-Alpes, no departamento Puy-de-Dôme. Estende-se por uma área de 8,24 km². Em 2010 a comuna tinha 236 habitantes (densidade: 28,6 hab./km²).